# République du Congo (Léopoldville)
Pour les articles homonymes, voir Congo et République du Congo (homonymie).
Ne doit pas être confondu avec République libre du Congo, République populaire du Congo ou République démocratique du Congo.
Cet article court présente un sujet plus développé dans : République démocratique du Congo et Histoire de la république démocratique du Congo.
30 juin 1960 – 27 octobre 1971
Entités précédentes :
- Congo belge
- Sud-Kasaï
- État du Katanga
- Congo-Stanleyville

Entités suivantes :
- Zaïre

La république du Congo est un État souverain d'Afrique centrale créé avec l'indépendance du Congo belge en 1960. Le 1er août 1964, il adopte le nom de république démocratique du Congo,.
De 1960 à 1966, le pays est aussi connu sous le nom de Congo-Léopoldville, d'après le nom de sa capitale, afin de le distinguer de son voisin de l'ouest, la république du Congo aussi appelée Congo-Brazzaville. La capitale Léopoldville est renommée en Kinshasa en juin 1966 et le pays est alors appelé Congo-Kinshasa. Ce surnom tombe en désuétude en 1971 lorsque le pays prend le nom de Zaïre, avant d'être de nouveau utilisé à partir de 1997, le pays ayant repris le nom de république démocratique du Congo.

## Drapeaux

Drapeau utilisé de 1960 à 1963.
Drapeau utilisé de 1963 à 1966.
Drapeau utilisé de 1966 à 1971.

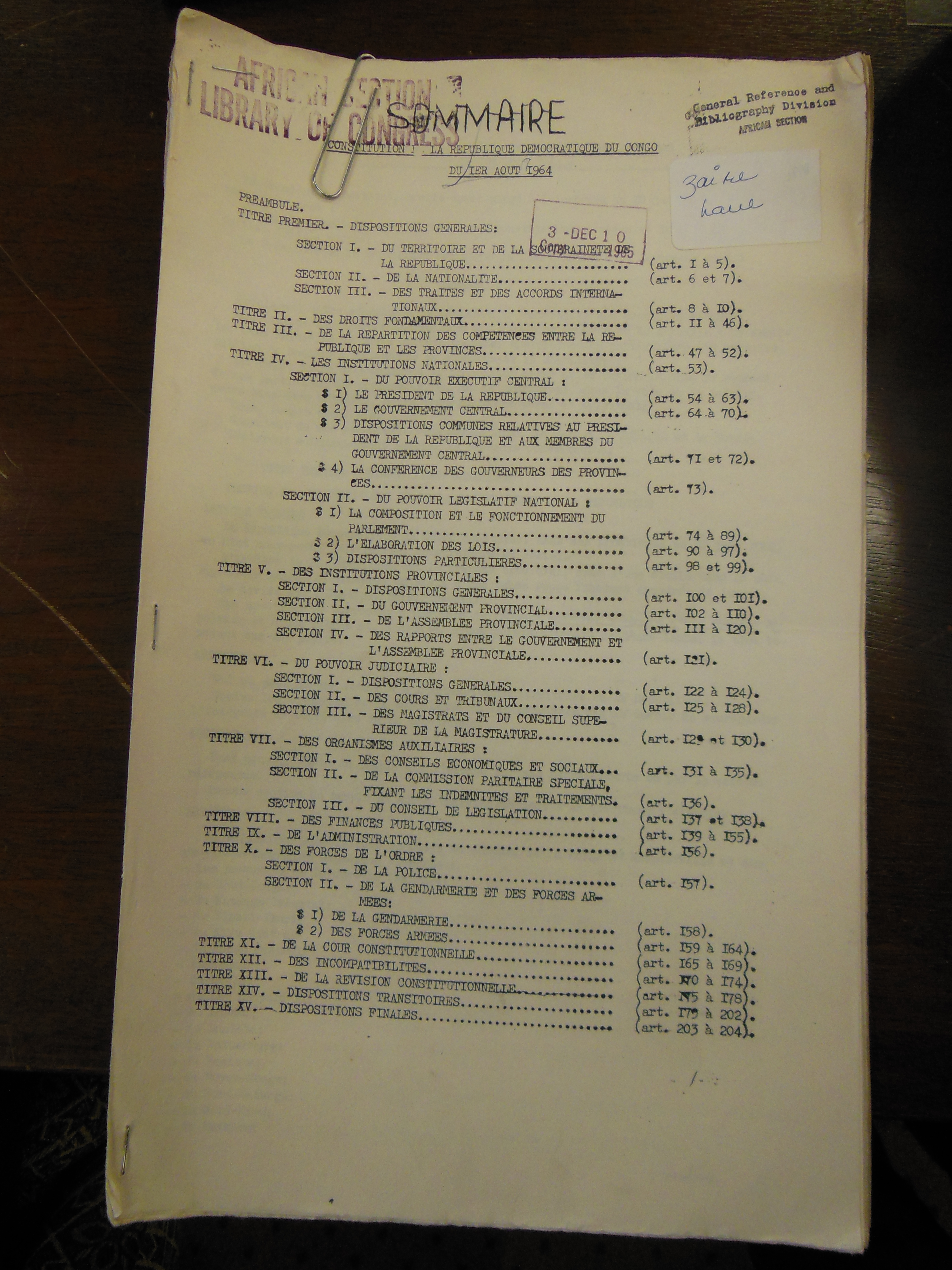
Constitution de 1964 de la république démocratique du Congo (dite constitution de Luluabourg).